# Аббасова, Тарана Аби кызы
Тарана Аби кызы Аббасова (азерб. Təranə Əbi qızı Abbasova; род. 1967) — азербайджанская тяжелоатлетка, участница чемпионатов мира и летних Олимпийских игр 2000 года в Сиднее.

## Биография
Тарана Аббасова родилась 13 января 1967 года.
В ноябре 1998 года Аббасова заняла 9-е место в весовой категории до 53 кг на чемпионате мира в финском Лахти, подняв в сумме 150 кг (67,5 в рывке и 82,5 в толчке). В ноябре 1999 года на чемпионате мира в столице Греции Афинах в весовой категории до 58 кг Аббасова заняла 21-е место с результатом 180 кг (82,5 в рывке и 97,5 в толчке).
В сентябре 2000 года Аббасова приняла участие на летних Олимпийских играх в Сиднее, став первой и единственной женщиной-тяжелоатлетом, представлявшей Азербайджан на Олимпийских играх. На этой второй для Азербайджана Олимпиаде Аббасова в  весовой каегории до 53 кг показала в сумме результат 165 кг (75 в рывке и 90 в толчке) и заняла 10-е место.